# Lysimachia volkensii
Lysimachia volkensii är en viveväxtart som beskrevs av Adolf Engler. Lysimachia volkensii ingår i släktet lysingar, och familjen viveväxter. Inga underarter finns listade i Catalogue of Life.